# Ludvig van Boisot

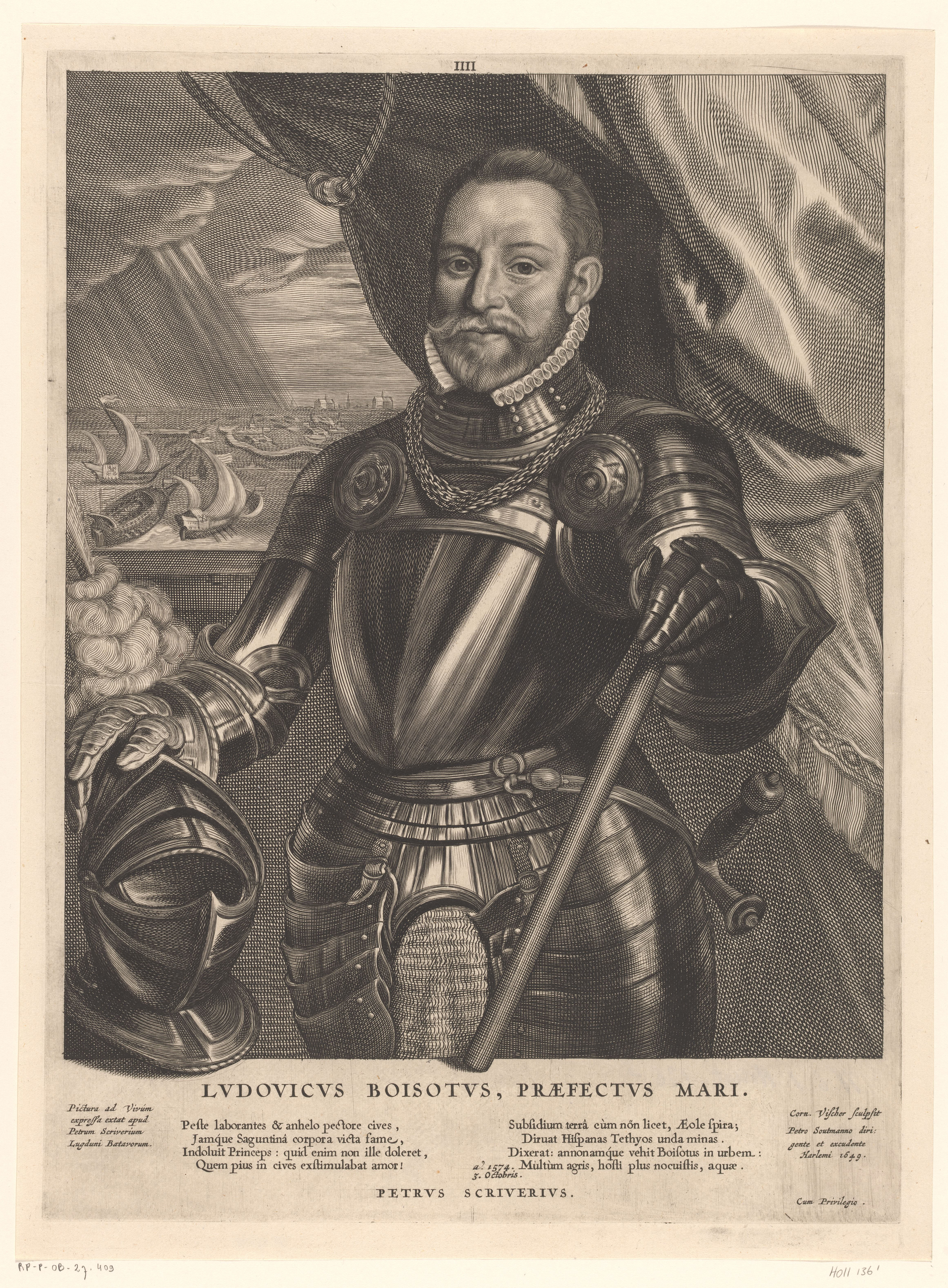
Ludvig van Boisot, kopparstick av Cornelis Visscher.

Ludvig van Boisot, född omkring 1530 och död 27 maj 1576, var en nederländsk sjömilitär.
van Boisot var en trogen anhängare till Vilhelm I av Oranien och användes av denne i flera, huvudsakligen sjömilitära uppdrag. Från 1573 gjorde sig van Boisot mera bemärkt. Hans framgångar till sjöss började med en seger över spanjorerna 1574 och senare samma år förde han en undsättningsflotta till det belägrade Leiden, där man öppnatt vallarna mot havet för att tvinga spanjorerna till återtåg. Vid en senare flottexpedition omkom van Boisot.